# Yoshiko Tanaka (Schauspielerin)
Yoshiko Tanaka (jap. 田中 好子, Tanaka Yoshiko; * 8. April 1956 in Adachi, Präfektur Tokio, als Yoshiko Odate (小達 好子, Odate Yoshiko); † 21. April 2011) war eine japanische Schauspielerin, Synchronsprecherin und Sängerin.

## Leben
Yoshiko Tanaka studierte an der Seitoku-Kurzzeituniversität Tokio. 1973 wurde die Idol-Musikgruppe Candies gegründet, zu der neben Tanaka, die für ihre Idol-Musikkarriere den Spitznamen Sue verliehen bekam, auch Ran Itō und Miki Fujimura gehörten. Candies veröffentlichten ihre erste Single mit dem Titel Anata ni Muchū (あなたに夢中, übersetzt etwa „Verrückt nach dir“) und war mit Liedern wie Haruichiban (春一番) und Toshishita no Otokonoko (年下の男の子) in Japan vor allem bei Kindern und Jugendlichen beliebt. Die Gruppe wurde 1978 aufgelöst, da die Mädchen Anfang zwanzig sich wieder ihrem Privatleben widmen wollten.
Yoshiko Tanaka begann 1980 mit einer Schauspielkarriere und spielte in Filmen wie Yoichi Maedas Melodram Die Liebe eines Fischers (1980) und Tadashi Imais Kriegsdrama Himeyuri no Tō (1982). Ihr wohl größter schauspielerischer Erfolg gelang ihr 1989 mit der Hauptrolle in Schwarzer Regen, Shōhei Imamuras Verfilmung von Masuji Ibuses gleichnamigen Roman. Der unter anderem bei den Internationalen Filmfestspielen von Cannes preisgekrönte Film erzählt von dem Atombombenabwurf auf Hiroshima im Jahr 1945 und der 22-jährigen Yasuko, gespielt von Tanaka, die der Katastrophe zwar entkommt, aber aus Sorge um ihre Pflegeeltern in den Kriegsschauplatz zurückkehrt. Die Schauspielerin gewann für diese Rolle 1990 den Japanese Academy Award als Beste Hauptdarstellerin, den Blue Ribbon Award, den Hochi-Filmpreis, den Kinema-Junpo-Preis und den Hauptdarstellerinnenpreis beim Mainichi-Filmwettbewerb. Letztere Auszeichnung erhielt sie auch für Godzilla, der Urgigant aus demselben Jahr.
Ab den 1980er-Jahren war Tanaka in zahlreichen Fernsehserien zu sehen, zum Beispiel 1998 in Kamisama, mousukoshi dake und von 2001 bis 2003 in Churasan. 2006 sprach sie eine Rolle im Anime-Fantasyfilm Brave Story, der vom Animationsstudio Gonzo produziert wurde. Bereits in der seit 1998 laufenden Kinder-Zeichentrickserie Ojarumaru hatte sie eine kleine Synchronrolle übernommen.
Sie starb am 21. April 2011 an Brustkrebs.

## Filmografie (Auswahl)
- 1980: Die Liebe eines Fischers (Tosa no Ipponzuri)
- 1982: Himeyuri no Tō
- 1985: Yumechiyo Nikki
- 1989: Schwarzer Regen (Kuroi Ame)
- 1989: Godzilla, der Urgigant (Gojira tai Biorante)
- 1992: Godzilla – Kampf der Sauriermutanten (Gojira tai Mosura)
- 1999: Poppoya
- 2000: Ring 0 (Ringu 0: Bāsudei)
- 2002: Kagami no Onna-tachi
- 2003: Yume oikakete
- 2004: Install
- 2005: Shinku
- 2006: Brave Story